# Noé Khomériki
Pour les articles homonymes, voir Khomeriki.
Noé Khomériki, parfois Noé Homériki, (en géorgien : ნოე ხომერიკი), né le 1er janvier 1883, en Gourie, en Géorgie (à l’époque dans l’Empire russe) et exécuté par le Guépéou à une date et en un lieu tenus secret -vraisemblablement le 1er septembre 1924 aux environs de Rostov (en Russie soviétique), est un révolutionnaire, social-démocrate menchevik et ancien ministre de la République démocratique de Géorgie.

## Biographie

### Révolutionnaire et déporté
En 1905, il est l'un des fondateurs –avec Bénia Tchkhikvichvili- de la République de Gourie, éphémère structure sociale-démocrate auto-proclamée durant 6 mois, au sein de l'Empire russe. Il est déporté une première fois. 
En 1909, il est déporté une seconde fois à Vologda (Russie du Nord), où son état de santé se dégrade à la suite d'une angine de poitrine. Il y reste jusqu'à la révolution de février 1917.

### Ministre de la République démocratique de Géorgie
En mai 1918, il est nommé ministre de l’Agriculture et du travail dans le premier gouvernement de la République démocratique de Géorgie, gouvernement d’union nationale présidé par Noé Ramichvili. En août 1918, il est reconduit dans ses fonctions dans le gouvernement présidé par Noé Jordania. En janvier 1919, après avoir été élu député à l’Assemblée constituante, il est nommé ministre de l’Agriculture et des communications dans le gouvernement homogène social-démocrate de Noé Jordania. 
Durant 33 mois, il conçoit, propose et fait voter une réforme agraire qui redistribue la terre aux paysans sous forme de propriétés privées, à l'exception des forêts, des rivières et de quelques pâturages qui restent la propriété de l'État géorgien : ces réformes obtenues avec l’assentiment de la plupart des grands propriétaires terriens -souvent des aristocrates endettés- touchent la grande majorité de la population géorgienne et sont particulièrement bien accueillies car elles constituent depuis des décennies l’une des revendications prioritaires tant des mouvements sociaux-révolutionnaires et sociaux-fédéralistes que du mouvement social-démocrate.   

### Exilé en France
En février 1921, devant l'avancée des armées de la Russie soviétique en Géorgie, il se replie d’abord à Batoumi, puis prend le chemin de l'exil avec le gouvernement, à Constantinople, puis en France, à Leuville-sur-Orge.  

### Retour à Constantinople
En Géorgie, des révoltes spontanées ont éclaté, provoquées par la famine et l'impôt en nature instauré par le régime soviétique, principalement en Lechtkhoumie, Ratcha et Svanétie. Dès le printemps 1922, elles s'étendent à toutes les régions montagneuses et sont coordonnées par des organisations clandestines, le Comité pour l'indépendance de la Géorgie et un « Centre militaire uni ». 
À partir de Constantinople, Noé Khomériki est chargé d’assurer la liaison politique, entre ces organisations et le gouvernement en exil à Leuville-sur-Orge : craignant d’une part que les révoltes locales échappent à son contrôle et souhaitant d’autre part attirer l'attention de l'opinion publique internationale sur le sort de la Géorgie, ce dernier décide de préparer une insurrection nationale, malgré les réticences de certains de ses chefs de file. 
En mars 1923, le « Centre militaire uni » est infiltré par la police politique soviétique, la Tchéka : ses dirigeants sont arrêtés et fusillés. Une « Commission militaire », subordonnée au « Comité pour l'indépendance de la Géorgie » se reconstitue, mais elle ne dispose plus des contacts avec les organisations de résistance des autres peuples du Caucase. 

### Retour clandestin en Géorgie, et mort
Noé Khomériki entre clandestinement en Géorgie et joint ses efforts au « Comité pour l'indépendance de la Géorgie », demandant au gouvernement en exil financements, combattants expérimentés dans l'action clandestine, armes et accommodements avec la Turquie. Mais l'appui de la Pologne, après la démission en juin 1923 de Józef Piłsudski du poste de chef des armées, s’est restreint : il s’en émeut par une série de missives envoyées à Leuville-sur-Orge. Il est arrêté par la Tchéka le 9 novembre, à 17 heures, dans un appartement de Tiflis.   
La décision est néanmoins maintenue de déclencher l'insurrection. Le 28 août 1924, l’Ouest du pays  -à sensibilité sociale-démocrate- anticipe le soulèvement. Le 29 août l’Est du pays –à sensibilité nationale-démocrate- s’insurge à son tour, mais perd l’effet de surprise : certaines régions se libèrent quelques jours, Tiflis et Batoumi restent sous contrôle soviétique. 
Noé Khomériki est extrait de la prison de Souzdal où il était incarcéré, conduit au Guépéou de Moscou, torturé, exécuté avec d'autres détenus. Sept mille autres exécutions suivent, ainsi que plusieurs dizaines de milliers de déportations.

### L’homme
- Extrait du rapport du directeur de la police de l’Empire russe (communiqué en 1909 à deux députés de la Douma représentants la Géorgie, Nicolas Tchkhéidzé et Evguéni Guéguétchkori) : « ...En un mot, Khomériki appartient à la catégorie d’ennemis les plus redoutables et les plus irréductibles de l’ordre social et politique existant. Et c’est pourquoi, de l’avis du département de police, tout soulagement de son sort aurait produit sur la population l’impression de démoralisation et aurait inspiré aux révolutionnaires le sentiment d’impunité... »[5].

- Hommage de son compagnon de lutte David Charachidzé : « ...Toute la vie de ce lutteur inflexible a passé, partagée entre la misère, les prisons, les déportations et les luttes  pour le bonheur des travailleurs...»[5].

- Sa femme, Ana Nikalaïchvili, se suicide à l’annonce de son exécution. Son fils Victor[6], orphelin à 14 ans, resté à Paris, sera pris en charge par la communauté géorgienne en France et plus particulièrement par la famille Ramichvili : il deviendra président de l’Association géorgienne en France de 1975 à 1981.

## Publications
- « La Réforme agraire et l’économie rurale en Géorgie. Rapport au Congrès du Parti ouvrier social-démocrate géorgien, en juillet 1920 » : Noé Khomériki, Paris, 1921.